# Horowhenuameer
Het Horowhenuameer ligt in Horowhenua, een gebied in de zuidelijke Manuawatu-Manganuiregio, op Nieuw-Zeelands Noordereiland. Het meer is ongeveer 3,9 vierkante kilometer groot.
Het meer, ook wel bekend als Punahau, ligt in een zanderige vlakte twee kilometer westelijk van Levin en vijf kilometer van de kust van de Tasmanzee. Het is een ondiep meer, meestal maar 2 meter diep, dat gevoed wordt door verschillende kleine beekjes en dat afgewaterd wordt door de Hokio Stream.
Ooit was het meer omringd door bosgebied en was het het centrum van een rijk ecosysteem. Op dit moment (2008) zijn de bomen gekapt en is het moeras eromheen afgewaterd. Het meer is eigendom van Māori Maupoko Iwi, die met de hulp van de Horowhenua Lake-organisatie, actief proberen het moerasland terug in zijn oorspronkelijke staat te brengen, nadat het een tijdje een site voor het dumpen van afval was.